# Moatize
Moatize ist eine mosambikanische Kleinstadt in der Provinz Tete. Moatize hat großzügig angelegte Plätze und einige Denkmäler der FRELIMO.

## Geographie
Die Stadt liegt im Distrikt Moatize, nur wenige Kilometer von der Stadt Tete entfernt auf dem gegenüberliegenden, linken Sambesiufer an der Mündung des Flusses Revuboe.

## Bevölkerung
Moatize hatte 2006 etwa 30.000 Einwohner. Durch den Ausbau der Mine kam es seit 2008 zu starkem Zuzug. Für die wegen des Tagebaus Zwangsumgesiedelten baute man das neue Viertel „25 de Setembro“.

## Wirtschaft
Es wird geschätzt, dass bei Moatize mit mehreren Milliarden Tonnen die größten Steinkohlevorkommen Afrikas liegen. Seit der Umstellung auf Tagebau 2011 kommt es zu massiven Umweltproblemen durch Staub und Trinkwasserbelastungen.
Um den Bergbau zu fördern, wurde die Eisenbahnstrecke der Central East African Railways (CEAR) von Moatize nach Nacala, die zum dort liegenden Kohleterminal am Indischen Ozean verläuft, saniert und in diesem Zuge 228 Kilometer neu trassiert. Die CEAR unterstand der Kontrolle von Vale sowie der Mitsui Group aus Japan. Im Jahr 2006 erhielt Vale die Bergbaukonzession für diese Lagerstätte und errichtete nachfolgend ein Unternehmen nach mosambikanischem Recht. Der Besitzverteilung daran bestand nach dem Einstieg von Mitsui im März 2017 wie folgt: Vale hielt 80,75 %, ferner Mitsui mit 14,25 % und Empresa Mocambicana de Exploracao Mineria mit 5 %.
Das brasilianische Bergbauunternehmen Vale hatte nach einer Ankündigung zu Beginn des Jahres 2021 seine gesamten Anteile des Kohlebergbaus in Moatize sowie den Verkehrskorridor zum Kohleterminal im Hafen von Nacala an das indische Unternehmen Vulcan Minerals im Jahr 2022 verkauft. Der Verkaufswert wurde auf 270 Millionen US-Dollar beziffert. Vale Mocambique, die hiesige Tochtergesellschaft gestaltete den Prozess des Übergangs auf den neuen Eigentümer und dieser endete am 25. April 2022. Die Regierungen von Mosambik und Malawi haben diesen Transfer in jeweiligen Genehmigungsverfahren gebilligt.
Vale war über einen Zeitraum von 15 Jahren in Mosambik tätig, betrieb dabei die Moatize-Kohlegrube und die 912 Kilometer lange Eisenbahnstrecke im Nacala-Logistikkorridor für den Übersee-Export der Bergbauprodukte. Vulcan Minerals ist ein privates indisches Unternehmen der Jindal-Gruppe und in Mosambik bereits mit der Chirodzi-Mine aktiv, die ebenfalls in der Region Tete liegt.

## Geschichte
Die DDR unterhielt intensive Beziehungen zur Volksrepublik Mosambik, die sich bereits auf Kontakte mit der Befreiungsbewegung FRELIMO vor der staatlichen Unabhängigkeit des Landes stützten. Das daraus erwachsene wirtschaftliche Interesse im Rahmen der „Afrikaoffensive“ des SED-Politbüros (Beschluss vom 27. April 1977) zum devisensparenden Einkauf von Kohle und Kaffee wurde federführend vom Bereich Kommerzielle Koordinierung vorangetrieben. Ab 1977 wurde der Aufbau einer breiten wirtschaftlichen Zusammenarbeit begonnen. Der Steinkohlebergbau von Moatize, der ökonomische Schwerpunkt des Kohlereviers Tete ist, war nach einer DDR-Hilfsaktion nach Grubenunglücken im Jahre 1977 im Folgejahr verstaatlicht worden, die Förderung sollte zu gleichen Teilen zwischen der DDR und Mosambik aufgeteilt werden.
Die DDR hatte sich damit zwar mögliche Kohlenimporte von rund 250.000 t jährlich gesichert, stellte aber erst Anfang 1979 gravierende Qualitätsprobleme bei der Verkokung fest. Da die internationale Kreditwürdigkeit der mosambikanischen Regierung vom Produktionsfortgang in Moatize abhing, war dieses Ergebnis für beide Seiten katastrophal. Moatize war damals die einzige größere „Kolonie“ von DDR-Bürgern im Ausland; die ostdeutschen Beschäftigten wurden allerdings rigide abgeschottet. Seit 1983 kühlten die Beziehungen zu Mosambik aufgrund realistischer Betrachtungen etwas ab und wurden nach 1984 inklusive der DDR-Präsenz in Moatize regelrecht abgewickelt.

## Bildung
In Moatize gibt es zwei Grundschulen und eine Sekundärschule. Es gibt eine auf die außenpolitische Zusammenarbeit mit der DDR zurückgehende Schule für Bergbautechnik und Gesteinskunde.